# Ленинский (Новоузенский район)
Ленинский — посёлок в Новоузенском районе Саратовской области в составе сельского поселения Алгайское муниципальное образование. 

## География
Находится на расстоянии примерно 21 километр по прямой на юг от районного центра города Новоузенск.

## История
Официальная дата основания 1929 год.

## Население
Постоянное население составило 165 человек (87% казахи) в 2002 году, 188 в 2010.